# Maurits Wollecamp
Maurits Lucien baron Wollecamp (Heule, 3 juni 1927 - Knokke, 23 februari 1997) was een bankier en bestuurder.

## Levensloop
Na middelbaar onderwijs aan het Sint-Amandscollege te Kortrijk studeerde Maurits Wollecamp in 1952 af als handelsingenieur aan de Katholieke Universiteit Leuven. Later studeerde hij ook statistiek in Parijs.
Na zijn studies werd hij particulier secretaris van minister van Koloniën en Wederopbouw André Dequae (CVP). Van 1958 tot 1964 was hij medewerker op verschillende CVP-kabinetten. Hij werd ook adjunct-kabinetschef van Dequae begin jaren 1960. Van 1958 tot 1962 was hij ondervoorzitter van het nationaal bureau van de CVP-Jongeren.
In 1965 maakte Wollecamp de overstap naar de bankensector. Hij ging aan de slag bij Paribas Bank België, waar hij in 1976 lid van het directiecomité werd en in 1979 bestuurder-directeur. In 1988 volgde hij Robert Vanes op als voorzitter van het directiecomité van Paribas Bank België. In 1993 werd hij voorzitter van de raad van bestuur van Paribas België.
Van 1966 tot zijn overlijden was hij voorzitter van het ziekenhuis Kliniek Maria's Voorzienigheid in Kortrijk en van 1993 tot 1996 was hij voorzitter van de coördinatieraad van het Eenheidsziekenhuis in Kortrijk. Hij was tevens:
- nationaal ondervoorzitter van het Rode Kruis België.
- lid van het directiecomité van de Universitaire Ziekenhuizen Leuven.
- lid van de raad van beheer van de Katholieke Universiteit Leuven.
- lid van het directiecomité en de raad van bestuur van het Vlaams Economisch Verbond (VEV).
- voorzitter van de Geneeskundige Stichting Koningin Elisabeth.
- lid van de raad van bestuur van de Stichting Koning Paola.
- lid van de raad van bestuur van Special Olympics Belgium.

In 1994 werd Wollecamp opgenomen in de erfelijke adel met de titel van baron. Hij was tevens ridder in de Leopoldsorde, rider in de Kroonorde en ridder in het Franse Legioen van Eer.

## Privé
Maurits Wollecamp was een zoon van Robert Wollecamp en Marie-Louise De Knock. Hij trouwde in 1954 met Nelly Vantomme (1929) en ze kregen vier dochters en een zoon.